# Stipa coreana
Stipa coreana là một loài thực vật có hoa trong họ Hòa thảo. Loài này được Honda miêu tả khoa học đầu tiên năm 1932.